# لیسکاته
لیسکاته (به ایتالیایی: Liscate) یک کومونه در ایتالیا است که در استان میلان واقع شده‌است. لیسکاته ۹٫۳ کیلومتر مربع مساحت و ۳٬۹۲۷ نفر جمعیت دارد.